# Elliptorhina oblonga
Elliptorhina oblonga är en kackerlacksart som beskrevs av van Herrewege 1973. Elliptorhina oblonga ingår i släktet Elliptorhina och familjen jättekackerlackor.
Artens utbredningsområde är Madagaskar. Inga underarter finns listade i Catalogue of Life.